# Liophidium mayottensis
Espèce
Synonymes
- Ablabes rhodogaster var. mayottensis Peters, 1874
- Polyodontophis mayottensis (Peters, 1874)

Statut de conservation UICN

 EN B1ab(iii)+2ab(iii) : En danger
La Couleuvre de Mayotte (Liophidium mayottensis) est une espèce de serpents de la famille des Lamprophiidae.

## Répartition
Cette espèce est endémique de Mayotte dans l'archipel des Comores,.

## Étymologie
Son nom d'espèce, composé de mayott[e] et du suffixe latin -ensis, « qui vit dans, qui habite », lui a été donné en référence au lieu de sa découverte, l'île de Mayotte.

## Publication originale
- Peters, 1874 "1873" : Über eine von Hrn. F. Pollen und van Dam auf Madagascar und anderen ostafrikanischen Inseln gemachte Sammlung von Amphibien. Monatsberichte der Königlich preussischen Akademie der Wissenschaften zu Berlin, vol. 1873, p. 792-795 (texte intégral).